# Massyi Nemzetközi Cirkuszfesztivál
A Massyi Nemzetközi Cirkuszfesztivál (angolul: International Circus Festival of Massy, franciául: Festival International du Cirque de Massy) Michel Bruneau által 1993-ban létrehozott, évente megrendezésre kerülő nemzetközi cirkuszverseny. 2020-ban a francia közlekedési dolgozók sztrájkja miatt nem rendezték meg.

## Története
Az első Massyi Nemzetközi Cirkuszfesztivált 1993-ban rendezték meg. A gálaműsort Achilles Zavatta francia bohóc hetvenharmadik születésnapján tartották, mert az ő ötlete volt, hogy a fesztivált Massy városában tartsák. Massy, egy modern város Párizstól kb. 15 km-re, mely minden évben megünnepli az egyik legrégebbi látványosságát, a cirkuszt. A fesztivált lehetőséget teremt európai, amerikai, és ázsiai artisták bemutatkozására.

### Rendezés
A verseny általában január harmadik hétvégéjén kerül megrendezésre, a Georges Brassens parkban felállított 48 méter átmérőjű és 17 méter magas cirkuszsátorban. A porond átmérője 13 méter.
A fesztivál szervezője egy nonprofit szervezet, amelynek alapító elnöke, Michel Bruneau volt. A hatodiktól a tizenhetedik fesztiválig Freddy Hanouna és csapata szervezte. A tizennyolcadiktól a huszonegyedik fesztiválig a Circus Stars Productions gyártotta.
2019. december 23-án a szervezőbizottság elnöke, Bata Gluvacevic a szervezés utolsó fázisában egy sajtóközleményben jelentette be, hogy a 2020. január 9–12-re tervezett 28. Massyi Nemzetközi Cirkuszfesztivált nem tudják megrendezni a Franciaországban zajló általános közlekedési sztrájk miatt. Ezidőalatt több francia cirkuszban – többek között a Párizsban működő Cirque d’Hiverben és az ország legnagyobb utazócirkuszánál, az Arlette Gruss Cirkusznál is – az ilyenkor megszokottnál alacsonyabb nézőszámot regisztráltak.

## A fesztiválok televízió felvételei
Minden seregszemléről készült felvétel, amelyeket a francia nyelvű közszolgálati televíziós csatorna, a France 3 tűzött műsorára. Egy kelet-indiai televíziótársaság, a Telmondis is több évben sugározta a fesztivált. 2009-ben több ezren látták a műsort szerte a világon.
Három fesztivál felvételét Magyarországon is levetítették Massyi Nemzetközi Cirkuszfesztivál – Állatok és artisták a porondon címmel. Így a magyar nézők is láthatták a 6., a 7. és a 9. fesztivál műsorát egyórás válogatásban.

## Díjak
A verseny kezdete óta 2010-ig az abszolút győztes a Chapiteau de Cristal-díjat kapta meg. Ezen kívül többféle elismerés került odaítélésre: a Piste de Cristal-díj (2001 óta), a köztársasági elnök és Massy város díja, valamint a zsűri különdíja. A győztest a nemzetközi, szakmai zsűri választja ki, melynek elnöke egy jelentős szakmabeli. A díjakat a zsűri tagjai és a felkért vendégek adják át a gálaműsoron.
2011-ben jelentősen változtattak a díjakon: a Chapiteau de Cristal és Piste de Cristal-díj helyett Arany, Ezüst és Bronz fokozatokat adják át.

### A fesztivál díjazottjai

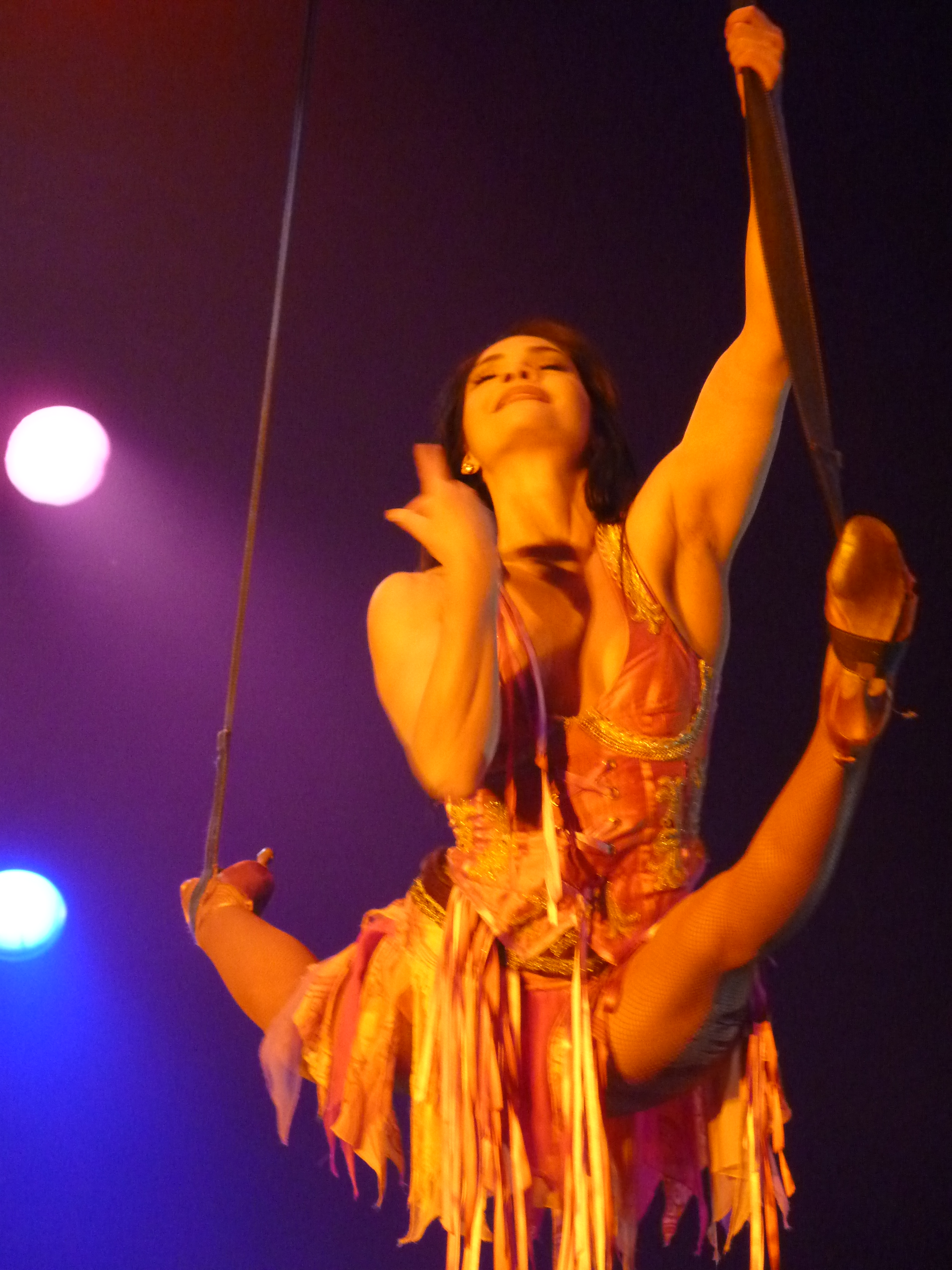
Shirley Larible – Ezüst-díj (2011)

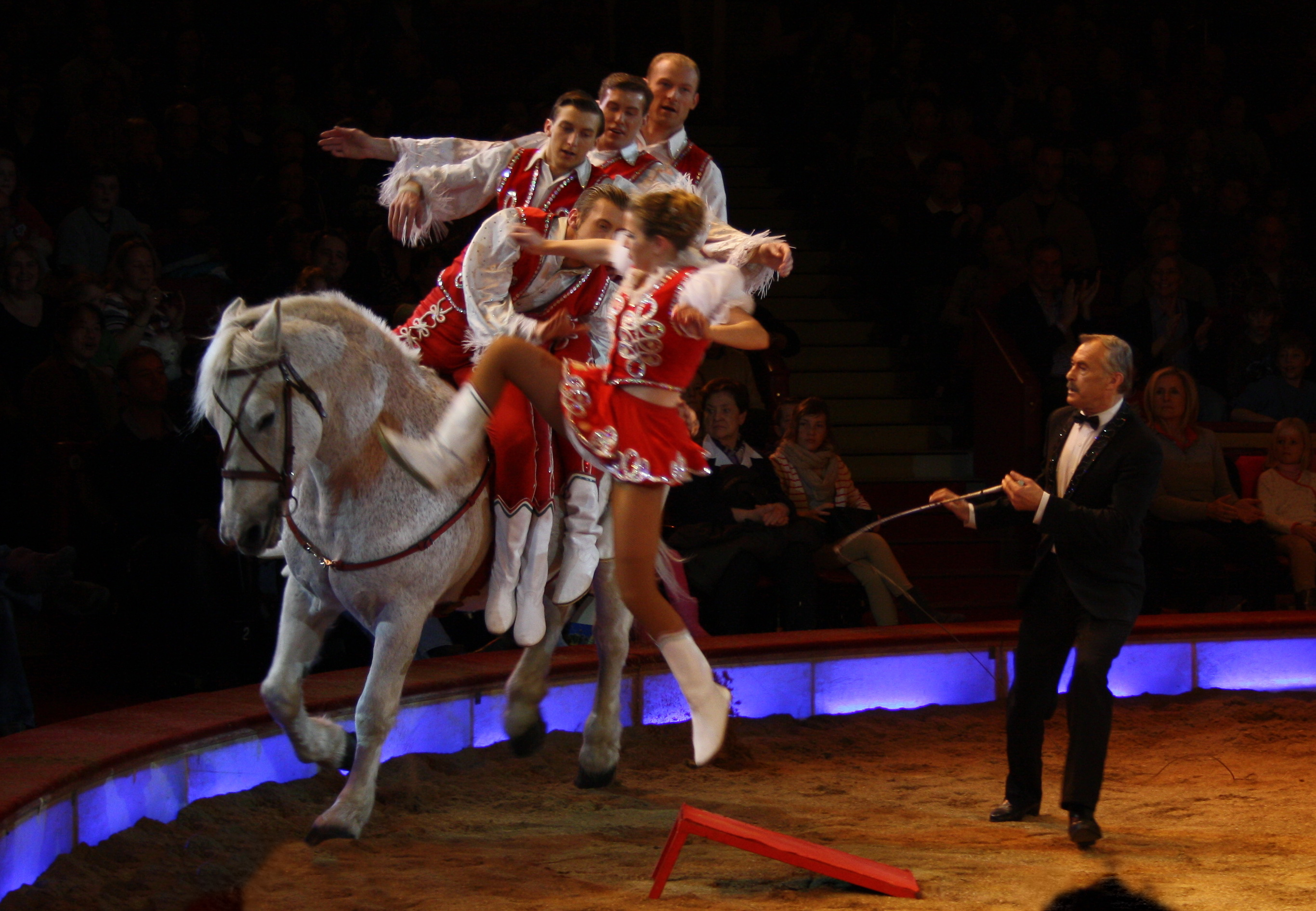
Donnert csoport – Bronz-díj (2012)

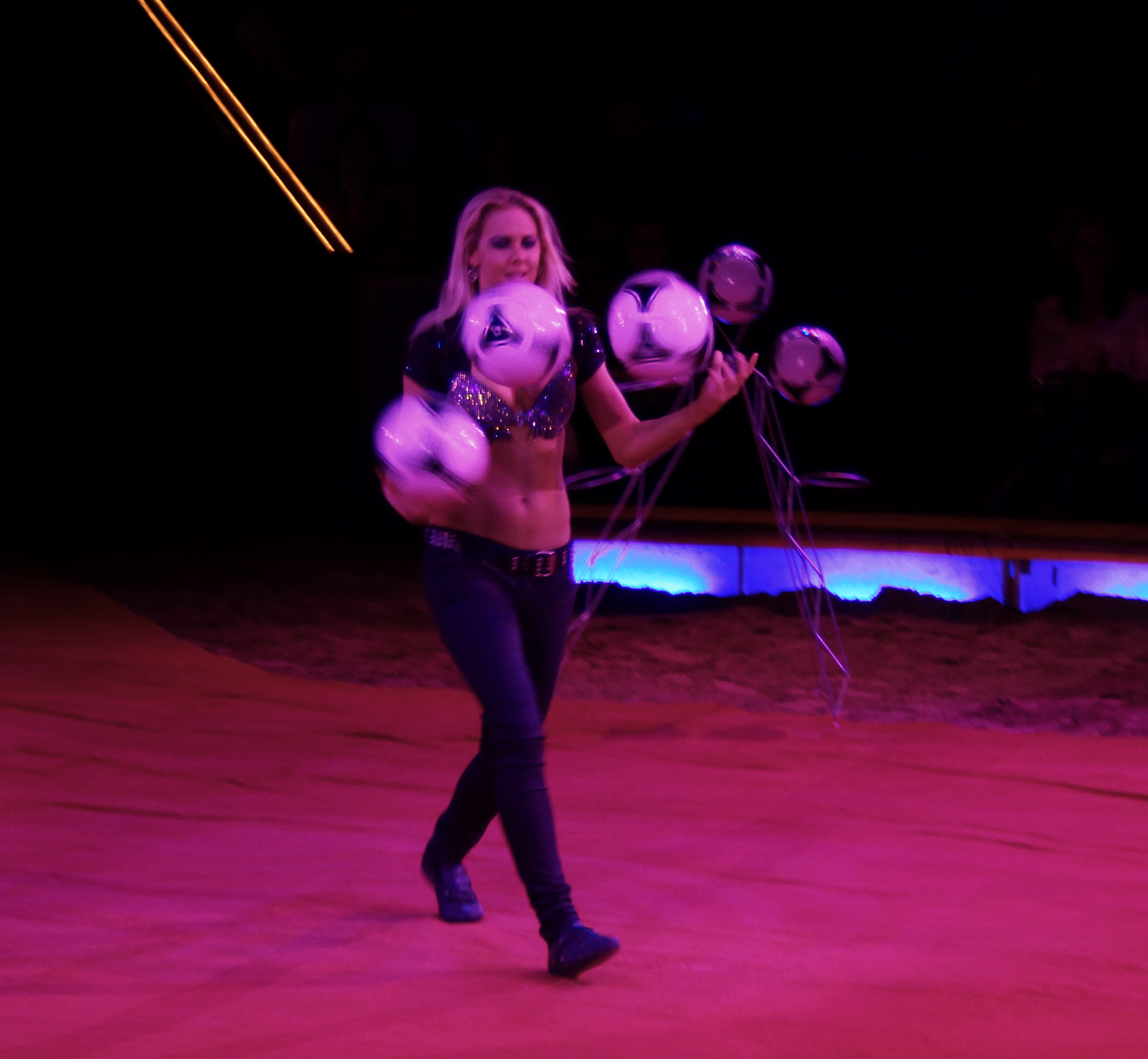
Helena Kaiser – Bronz-díj (2012)

| #   | Év   | Chapiteau de Cristal-díj                                                 | Piste de Cristal-díj                                    | A köztársasági elnök díja    | A zsűri különdíja                       |
| --- | ---- | ------------------------------------------------------------------------ | ------------------------------------------------------- | ---------------------------- | --------------------------------------- |
| 1.  | 1993 | Emile Smith Jarz család Albertho Althoff                                 | Nem adták át                                            | Victor és Natalia            | The Flying Neves Naïdokines Freddy      |
| 2.  | 1994 | Pierric Billy Wilson Smart Picard csoport                                | Nem adták át                                            | Sergio                       | Rodolfo Reyes Jiginias                  |
| 3.  | 1995 | Yasmine Smart Alexandrov Sonny Frankello Karine Leportier Monique Angeon | Nem adták át                                            | Nem adták át                 | Nem adták át                            |
| 4.  | 1996 | Amédéo Folco J. Kaiser és C. Dubee Svelana Prokopieva Dalottis           | Nem adták át                                            | Reto Parolari                | Zierski Logostaev és Bougastov          |
| 5.  | 1997 | Donnert Károly Ingo Stiebner Freiwald Niki Fosset                        | Nem adták át                                            | Shoustov                     | Rampins Shoustov Katia Moreno Bormann   |
| 6.  | 1998 | Patricia White Sarah Houcke Iriston Manuela Beelo                        | Nem adták át                                            | Désiré Rech és családja      | Malevoti Duo Cazar                      |
| 7.  | 1999 | James és Clara Puydebois Martin Lacey Konstantinovsky Tony Hocheger      | Nem adták át                                            | Michel Bruneau               | Nathalie Rech Roler Pilar Monastyrskaya |
| 8.  | 2000 | Maïke és Jorg Probst Gary Jahn Irina Markova                             | Nem adták át                                            | Francia-európai Cirkusz Unió | The Selifanov Rokardy csoport           |
| 9.  | 2001 | Tom Dieck Sonny Frankello Daniel Suskow                                  | Trio Navas Bilea csoport The Flying Girls Céline Moreno | Pyong Yang csoport           | Reinhart Probst                         |
| 10. | 2002 | Carlos Savadra Petra és Roland Duss                                      | Eschimbekovi Trió Császár                               | Jean Richard                 | David Kost Eric Moreno Bormann          |
| 11. | 2003 | Schmarlovski család Lars Hölcher                                         | Duo Shenyang Karina Zaripova                            | Massy városa                 | Alexander Sharkov Christophe Ivanès     |
| 12. | 2004 | Daniel Rafo Gaby Dew                                                     | Chine csoport Buliga csoport                            | Saritchev csoport            | Katchatrians                            |
| 13. | 2005 | Catharina Gasser és Sven Hölcher                                         | Crazy Flight                                            | Nem adták át                 | André                                   |
| 14. | 2006 | Sonny Frankello Tom Dieck Jr.                                            | Housh-ma-Housh Duo Symbiose                             | Nem adták át                 | Ewelyn és Christian Marinof             |
| 15. | 2007 | Amédéo Foloco Adriana Folco                                              | Romain Cabon Duo Spiral                                 | Hanhzou csoport              | Sudarchikov csoport                     |
| 16. | 2008 | Roger Falck Carlos Savadra                                               | Dalian csoport                                          | Pedro Carillo Trio           | Novrusov Brothers                       |
| 17. | 2009 | Alexandrov csoport Petra és Roland Duss                                  | Anastasia és Pavel Voladas Les Nerys                    | Zheijiang csoport            | Camille                                 |
| 18. | 2010 | Alex Lacey Dzen                                                          | Selnikhin csoport A Globus Cirkusz és Varieté csoportja | Men in Black                 | Nem adták át                            |

| 19. Massyi Nemzetközi Cirkuszfesztivál 2011. január 13–16. |                 |               |                       |
| Díj                                                        | Elnyerte        | Ország        | Szám                  |
| Arany fokozat                                              | Peres Testvérek | Olaszország   | kézegyensúlyozás      |
| Arany fokozat                                              | Tom Dieck Jr.   | Németország   | oroszlánok            |
| Ezüst fokozat                                              | Shirley Larible | Olaszország   | gurtni légtornász     |
| Ezüst fokozat                                              | Elvis Errani    | Olaszország   | elefántok             |
| Bronz fokozat                                              | Flying Regio    | Kolumbia      | repülő trapéz         |
| Bronz fokozat                                              | Antoine & Rocco | Franciaország | kínai rúd             |
| Bronz fokozat                                              | Emiliano Jarz   | Olaszország   | lovak szabadidomátása |

| 20. Massyi Nemzetközi Cirkuszfesztivál 2012. január 12–15. |                   |               |                     |
| Díj                                                        | Elnyerte          | Ország        | Szám                |
| Arany fokozat                                              | Secret of My Soul | Oroszország   | levegő karika       |
| Arany fokozat                                              | Redy Montico      | Franciaország | tigrisek            |
| Arany fokozat                                              | Sampion Bouglione | Franciaország | zsonglőr            |
| Ezüst fokozat                                              | Duo Polinde       | Németország   | trapéz              |
| Ezüst fokozat                                              | Duo La Brise      | Ukrajna       | akrobatikus adadzsó |
| Ezüst fokozat                                              | Diana Vediashkina | Oroszország   | kiskutyák           |
| Bronz fokozat                                              | Helena Kaiser     | Csehország    | zsonglőr            |
| Bronz fokozat                                              | Donnert csoport   | Magyarország  | lovas akrobaták     |

| 21. Massyi Nemzetközi Cirkuszfesztivál 2013. január 10–13. |                                     |             |                         |
| Díj                                                        | Elnyerte                            | Ország      | Szám                    |
| Arany fokozat                                              | Casselly család                     | Németország | akrobatikus elefántszám |
| Arany fokozat                                              | Flying Cortez                       | Kolumbia    | repülő trapéz           |
| Arany fokozat                                              | Merrylu Casselly és Patrick Berdino | Németország | lovas pas de ux         |
| Ezüst fokozat                                              | Vincent Vignaud                     | Svájc       | bűvész                  |
| Ezüst fokozat                                              | Diana Pukhova                       | Oroszország | gyűrű légtornász        |
| Ezüst fokozat                                              | Andrejs Fjodorovs                   | Oroszország | galamb revü             |
| Bronz fokozat                                              | Florea csoport                      | Románia     | ugródeszka akrobaták    |
| Bronz fokozat                                              | Duo Air                             | Oroszország | tissue légtornászok     |
| Bronz fokozat                                              | Saabel család                       | Olaszország | szánhúzó kutyák         |

| 22. Massyi Nemzetközi Cirkuszfesztivál 2014. január 23–26. |                             |              |                       |
| Díj                                                        | Elnyerte                    | Ország       | Szám                  |
| Arany fokozat                                              | Grechushkin csoport         | Oroszország  | rúddobó akrobaták     |
| Arany fokozat                                              | Andrey & Nataly Shirokaloff | Oroszország  | párducok és tigrisek  |
| Ezüst fokozat                                              | Simet László                | Magyarország | szemafor              |
| Ezüst fokozat                                              | Alessio Fochesato           | Olaszország  | papagájok             |
| Bronz fokozat                                              | Tamikov csoport             | Kazahsztán   | kozák lovas akrobaták |
| Bronz fokozat                                              | Monsieur Dalmatien          | Oroszország  | dalmaták              |

| 23. Massyi Nemzetközi Cirkuszfesztivál 2015. január 22–25. |                          |                       |                      |
| Díj                                                        | Elnyerte                 | Ország                | Szám                 |
| Arany fokozat                                              | Sokolov csoport          | Oroszország           | ugródeszka akrobaták |
| Arany fokozat                                              | Petra & Roland Duss      | Svájc                 | fókák idomítása      |
| Arany fokozat                                              | Picaso Jr.               | Spanyolország         | tányérzsonglőr       |
| Arany fokozat                                              | Zhang Fan                | Kína                  | lengő drótszám       |
| Ezüst fokozat                                              | Richter csoport          | Magyarország          | lovas akrobata szám  |
| Ezüst fokozat                                              | Sacha Houcke és Gaby Dew | Franciaország, Anglia | lovas magasiskola    |
| Ezüst fokozat                                              | Jordan McKnight          | USA                   | hajlékonyság         |
| Bronz fokozat                                              | Adriana Folco            | Olaszország           | elefántszám          |
| Bronz fokozat                                              | Duo Vanegas              | Kolumbia              | halálkerék           |
| Bronz fokozat                                              | Carmen Zander            | Németország           | tigrisek             |

| 24. Massyi Nemzetközi Cirkuszfesztivál 2016. január 21–24. |                            |                            |                   |
| Díj                                                        | Nyertes                    | Ország                     | Szám              |
| Arany fokozat                                              | Puje csoport               | Mongólia                   | ugrókötél szám    |
| Arany fokozat                                              | Steeve Caplot              | Franciaország              | oroszlánok        |
| Ezüst fokozat                                              | Ambra & Yves Nicols        | Olaszország, Spanyolország | levegő akrobatika |
| Ezüst fokozat                                              | Leonid Beljakov és Clichko | Oroszország                | kutyaszám         |
| Bronz fokozat                                              | Mesa Brothers              | Kolumbia                   | magasdrótszám     |
| Bronz fokozat                                              | John Caplot                | Franciaország              | lovas szám        |

| 25. Massyi Nemzetközi Cirkuszfesztivál 2017. január 12–15. |                   |                    |                   |
| Díj                                                        | Nyertes           | Ország             | Szám              |
| Arany fokozat                                              | Anastasia Makeeva | Oroszország        | tissue légtornász |
| Arany fokozat                                              | Namayka Bauer     | Franciaország      | oroszlánok        |
| Ezüst fokozat                                              | Robles csoport    | Kolumbia           | magasdrótszám     |
| Ezüst fokozat                                              | Andrejs Fjodorovs | Lettország         | galambszám        |
| Bronz fokozat                                              | Duo Vitalys       | Peru               | erőemelő szám     |
| Bronz fokozat                                              | Ingo Stiebner     | Egyesült Királyság | fóka szám         |

| 26. Massyi Nemzetközi Cirkuszfesztivál 2018. január 11–14. |                   |               |                                 |
| Díj                                                        | Nyertes           | Ország        | Szám                            |
| A köztársasági elnök díja                                  | Françoise Rochais | Franciaország | zsonglőr                        |
| A köztársasági elnök díja                                  | Elastic           | Franciaország | excentrikus                     |
| Arany fokozat                                              | Alyona Pavlova    | Oroszország   | karikaszám                      |
| Arany fokozat                                              | Marlon Zinnecker  | Németország   | teveszám, lovak szabadidomítása |
| Ezüst fokozat                                              | Aleksandr Batuev  | Oroszország   | hajlékonyság                    |
| Ezüst fokozat                                              | Didier Prein      | Franciaország | oroszlánszám                    |
| Bronz fokozat                                              | Duo Lyd           | Kuba          | bicikliszám                     |
| Bronz fokozat                                              | Duo Savitsky      | Ukrajna       | macskaszám                      |

| 27. Massyi Nemzetközi Cirkuszfesztivál 2019. január 10–13. |                               |                      |                           |
| Díj                                                        | Nyertes                       | Ország               | Szám                      |
| A köztársasági elnök díja                                  | Messoudi Brothers             | Ausztrália           | erőemelő szám             |
| Arany fokozat                                              | Duo 2-zen-O                   | Kanada               | karikaszám                |
| Arany fokozat                                              | Louis Knie és Sandra Berousek | Ausztria, Csehország | magyar posta – lovas szám |
| Ezüst fokozat                                              | Laura Miller                  | Egyesült Királyság   | karikaszám                |
| Ezüst fokozat                                              | Tom Dieck Jr.                 | Németország          | tigrisek és oroszlánok    |
| Bronz fokozat                                              | Nicol Nicols                  | Spanyolország        | drótszám                  |
| Bronz fokozat                                              | Sandro Montez                 | Németország          | kutyaszám                 |